# Hover!
Hover! [ˈhɒvə] (engl. „schweben“) ist ein Computerspiel, das auf der Installations-CD-ROM des Betriebssystems Microsoft Windows 95 enthalten ist. Es ist eine Mischung aus schwebenden Autoscootern und Capture the Flag. Das Spiel sollte die Leistungsfähigkeit der damaligen PCs im Multimediabereich demonstrieren. Hover! wird weiterhin als kostenloser Download angeboten und läuft auf allen Betriebssystemen, die zu Windows 95 kompatibel sind, bis hin zu Windows 10. Des Weiteren lässt sich das Spiel auch mit WINE auf unixartigen Systemen ausführen.

## Inhalt
In Hover! sitzt man in einem schwebenden Fahrzeug, mit dem man durch die frei befahrbare, dreidimensionale Spielwelt gleitet und sie nach blauen Flaggen durchsucht. Gleichzeitig schweben mehrere Drohnen des vom Computer gesteuerten Gegenspielers auf der Suche nach roten Flaggen umher. Hat man seine Flaggen schneller als der Gegner eingesammelt, steigt man ins nächste Level auf, welches in einer anderen Spielwelt stattfindet. Während des Spiels sammelt man Punkte und kann sich am Ende in eine Bestenliste eintragen. Je höher das Level, desto mehr Flaggen muss man einsammeln (zwischen drei und sechs) und desto mehr gegnerische Drohnen befinden sich in der Spielwelt.
Die Fahrzeuge sind wie bei Autoscootern von einer Art Gummiring umgeben, sodass sie bei Kollisionen mit Wänden oder anderen Fahrzeugen abprallen. In der Spielwelt gibt es diverse Objekte, die dem Spieler beim Einsammeln oder Drüberschweben Vor- oder Nachteile bringen können (siehe unten). Am oberen und unteren Fensterrand des Spiels befindet sich eine Art Armaturenbrett, das dem Spieler Auskunft über eingesammelte Flaggen und Objekte, die Punktzahl, einen Rückspiegel und eine Karte bietet. Die Karte wird aufgedeckt, je mehr man von der Spielwelt erkundet hat. Sie zeigt Flaggen als blinkende Punkte, Fahrzeuge als Dreiecke und Wände als Linien an.
Es gibt insgesamt drei Spielwelten, die sich mit steigendem Level wiederholen: Eine mittelalterliche Burg, eine futuristische Stadt und eine Kanalisation. Die Spielwelten unterscheiden sich in Aufbau, Hintergrundmusik, Wandtexturen und Spawnpunkten der Flaggen.

### Objekte

#### Schwebende Objekte
Schwebende Objekte werden eingesammelt, wenn man sie berührt. Manche werden sofort aktiviert, andere kann man sammeln und nach Bedarf einsetzen.
- Cloak (Mantel): macht einen für einige Sekunden unsichtbar für feindliche Drohnen.
- Wall (Mauer): setzt eine kleine Mauer direkt hinter das eigene Fahrzeug.
- Jump (Sprung): ermöglicht es, auf Plattformen, über Mauern, Gegner oder Gefahrenstellen zu springen.
- Grüne Ampel: die Spitzengeschwindigkeit des Fahrzeugs wird für einige Sekunden erhöht.
- Rote Ampel: die Spitzengeschwindigkeit des Fahrzeugs wird für einige Sekunden verringert.
- Kartenlöscher: Die Karte im Armaturenbrett wird wieder in den ursprünglichen leeren Zustand versetzt.
- Schild: schützt einen temporär vor allen negativ wirkenden Objekten.

#### Bodenfelder
Auch manche Platten im Boden werden beim Drüberfahren aktiviert. Sie haben immer einen negativen Effekt:
- Rote Felder hindern das Fahrzeug für einige Sekunden am Weiterfahren.
- Grüne Felder mit Pfeil lassen das Fahrzeug in die Pfeilrichtung fahren und blockieren für einige Sekunden die Lenkung.
- Grüne Felder mit Flagge stehlen beim Darüberfahren eine der bereits eroberten Flaggen.

## Easter Egg
Das Originalspiel von Hover! hat ein Easter Egg: Wenn man im Bildschirm „Press F2 to start a game of Hover!“ die Tasten Strg und Shift gedrückt hält und dabei „IBMAB“ eingibt (der Codename von Hover! lautete Bambi), kann man sich mit seinem Fahrzeug in einem kleinen Raum umschauen, an dessen Wänden 18 Porträts der Entwickler angebracht sind.

## Re-Release durch Microsoft
Im Oktober 2013 brachte Microsoft in Zusammenarbeit mit einem unabhängigen Entwickler eine Online-Version von Hover! heraus, die sich auch auf Geräten mit Touchscreen bedienen lässt. Die Grafik wurde dabei überarbeitet und ein Multiplayermodus für bis zu acht Spieler hinzugefügt, das Spielprinzip bleibt aber dasselbe. Diese Hover!-Version ist auch im Windows Phone Store zum Download verfügbar.
Tippt man bei dieser Version im Startbildschirm das Wort Bambi ein, öffnet sich im Browser die Originalversion des Spiels auf einem Windows-95-Desktop.